# Zlatá Idka
Zlatá Idka (em alemão: Goldeidau; húngaro: Aranyida) é um município da Eslováquia, situado no distrito de Košice-okolie, na região de Košice. Tem 16,87 km² de área e sua população em 2018 foi estimada em 410 habitantes.

## Demografia
| Ano:        | 1994 | 2004   | 2014    | 2024   |
| ----------- | ---- | ------ | ------- | ------ |
| Broj ljudi: | 358  | 345    | 399     | 432    |
| Razlika:    |      | -3,63% | +15,65% | +8,27% |

| Ano:               | 2023 | 2024   |
| ------------------ | ---- | ------ |
| Número de pessoas: | 412  | 432    |
| Diferença:         |      | +4,85% |